# Lijst van burgemeesters van Burgh
Dit is een lijst van burgemeesters van de voormalige Nederlandse gemeente Burgh tot die gemeente in 1961 opging in de fusiegemeente Westerschouwen.
| Ambtsperiode | Naam burgemeester       | Partij of stroming | Bijzonderheden |
| ------------ | ----------------------- | ------------------ | --- |
| 18?? - 1848  | Joost de Kater          |                    | |
| 1848 - 1853  | Gilles Adriaan de Kater |                    | zoon van zijn voorganger |
| 1853 - 1854  | Lieven Leendert Bolle   |                    | tevens burgemeester van Haamstede (1848-1854)                                                                               |
| 1854 - 1881  | Cornelis Marinus Bolle  |                    | tevens burgemeester van Haamstede; broer van zijn voorganger                                                                |
| 1882 - 1918  | Marinus (M.) Bolle Lz.  |                    | tevens burgemeester van Haamstede; zoon van L.L. Bolle                                                                      |
| 1918 - 1937  | W.G. Boot               |                    | |
| 1937 - 1943  | jhr. Albert van Citters |                    | |
| 1943 - 1945  | Jan (J.P.C.) Boot       | NSB                | tevens burgemeester van Haamstede (1943-1945) en waarnemend burgemeester van Renesse, Noordwelle en Serooskerke (1944-1945) |
| 1945 - 1961  | jhr. Albert van Citters |                    | |